# Seznam ameriških antropologov
Seznam ameriških antropologov.

## A
Taisha Abelar - Anne Allison - Robert Ardrey -

## B
(Gregory Bateson) - Mary Catherine Bateson (1939–2021) - Ruth Behar - Ruth Benedict - Brent Berlin - Franz Boas - C. Loring Brace - Geoffrey E. Braswell

## C
Joseph John Campbell - Carlos Castaneda - Napoléon Chagnon - Anne Chapman - Leo Chavez - Dan Chodorkoff - Donald Cole - Carleton S. Coon - Edward S(heriff) Curtis

## D
Liza Dalby - Irven DeVore - James Deetz - Florinda Donner - Peter Dorman -

## E
Loren Eiseley -

## G
Brent Galloway - Harold Garfinkel? - Clifford Geertz - Marija Gimbutas (Marija Gimbutienė) - Esther (Schiff) Goldfrank (1896-1997) -  David Graeber - Anne Grauer - Martin Gray - Joseph Greenberg - George Bird Grinnell - 

## H
Horatio Hale - Edward T. Hall - Alfred Irving Hallowell - Michael Harner - Marvin Harris - (David Harvey) - Dwight B. Heath - Henry McHenry - Harry Hoijer - William Henry Holmes - Earnest Hooton - Zora Neale Hurston - 

## J
Donald Johanson - 

## K
Sergei A. Kan - John Kappelman - Albert Galloway Keller - Kenneth A.R. Kennedy - Ellis R. Kerley - Grover Krantz - Alfred L. Kroeber - Theodora Kroeber - Wilton M Krogman - 

## L
Oliver La Farge - Benjamin Lee Whorf - Robert Lowie -

## M
Bronisław Malinowski - Jonathan Marks - John Marshall - Terence McKenna - Margaret Mead - Horace Mitchell Miner - Russell Mittermeier - Lewis Henry Morgan - Edward S. Morse - George Peter Murdock

## N
Raoul Naroll - Zelia Nuttall - 

## O
Morris Edward Opler - 

## P
Arnold Perey - Kenneth L. Pike - Irene Portis Winner - Dawn Prince-Hughes - Frederic Ward Putnam - 

## R
David Riesmann? - Joel Robbins

## S
Marshall Sahlins - Edward Sapir - Bambi Schieffelin - Tobias Schneebaum - Henry Schoolcraft - Richard Evans Schultes - Jeffrey H. Schwartz - Eugenie Scott - Jim G. Shaffer - Melford Spiro - Julian Steward - John R. Swanton - Morris Swadesh - Daris Swindler -

## T
Joseph Tainter - Sol Tax - John Tooby - Erik Trinkaus - Russell Tuttle -

## V
George Clapp Vaillant -

## W
Spencer Wells - Leslie White - Tim D. White - William Foote Whyte - Clark Wissler - Eric Wolf - Milford H. Wolpoff - Richard Wrangham